# 規定打席
規定打席所指的是，在職業棒球中、為了發表或計算打擊成績所必要的打席數。在公認棒球規則10.22(a)中，有其相關的規定。
規定打席是以「打席少的打者的打擊率只能當作參考、並不能當作紀錄」的想法作為基準的。比如說、代打時打出安打的打者，其打擊率為100%。這種打擊率與達到規定達席的打擊率一比較，很容易就能分辨哪邊比較客觀。

## 計算方法
在NPB，在棒球規則10・22(a)有著以下關於規定打席的部份:
- 一軍的規定打席 = 所屬球隊比賽的場次 × 3.1
- 二軍的規定打席 = 所屬球隊比賽的場次 × 2.7

（小數點以下四捨五入。但是、到2008年為止都是無條件捨去。）

## 有關打擊王的例外規定
雖然是以達到規定打席的選手來決定打擊王與最高上壘率，但是在前述的棒球球規則10・22(a)【原注】中，
有著以下的例外。
- 就算是沒有達到必要打席數的打者，若是以其不足的打數也計算進去(當然是算成無安打)，還是得到最高打擊率的話，

將由此位選手獲得打擊王。
在美國大聯盟與日本的二軍，都有因此例外規定而獲得打擊王的選手，但是在太平洋聯盟與中央聯盟的一軍裡面，還沒有這種例子。（但是、因打席數與規定打席數相同而獲得打擊王的人共有三位，分別是1975年的白仁天(埼玉西武獅隊)、1981年的藤田平(阪神虎隊)、1991年的平井光親(千葉羅德海洋隊)。）